# غرانت روبينز
جرانت آلان روبنز (مواليد 1969)، هو سباح سابق تنافس لصالح إنجلترا.

## مسيرته في السباحة
أصبح روبنز بطلًا وطنيًا بعد فوزه ببطولة ASA الوطنية عام 1991 في سباق 200 متر ظهر. ثم نجح في الدفاع عن لقبه في العام التالي. كما فاز بلقب 200 متر متنوع في عامي 1989 و 1990  ولقب 400 متر متنوع في عامي 1992 و 1993.
مثل روبنز إنجلترا في سباقات 100 متر و 200 متر ظهر و 200 متر فردي متنوع، في ألعاب الكومنولث 1990 في أوكلاند، نيوزيلندا.